# Die Maske des Roten Todes
Albums de Feeling B
Wir kriegen euch alle
(1991) Grün und Blau
(2007)
Die Maske des Roten Todes (Le Masque de la Mort Rouge) est le troisième album du groupe allemand Feeling B, sorti en 1993. Il tient son nom d'un texte d'Edgar Allan Poe.

## Liste des pistes
1. Vorwort - 0:44
2. Heiduckentanz - 2:42
3. Rumba, Rumba - 3:13
4. Mystisches Mysterium - 2:45
5. Rotta - 4:53
6. Traubentritt - 2:16
7. Hammersong - 3:00
8. Tod des Florio - 2:30
9. Die Pest - 4:21
10. Cantigas - 2:21
11. Veris Ducis - 6:03
12. Rumba Rai - 3:49
13. Ankunft der Gesandten - 3:00
14. Stockkampf - 2:40
15. Nachwort - 0:50
16. Space Race - 30:56